# Wyższa Szkoła Bezpieczeństwa w Poznaniu

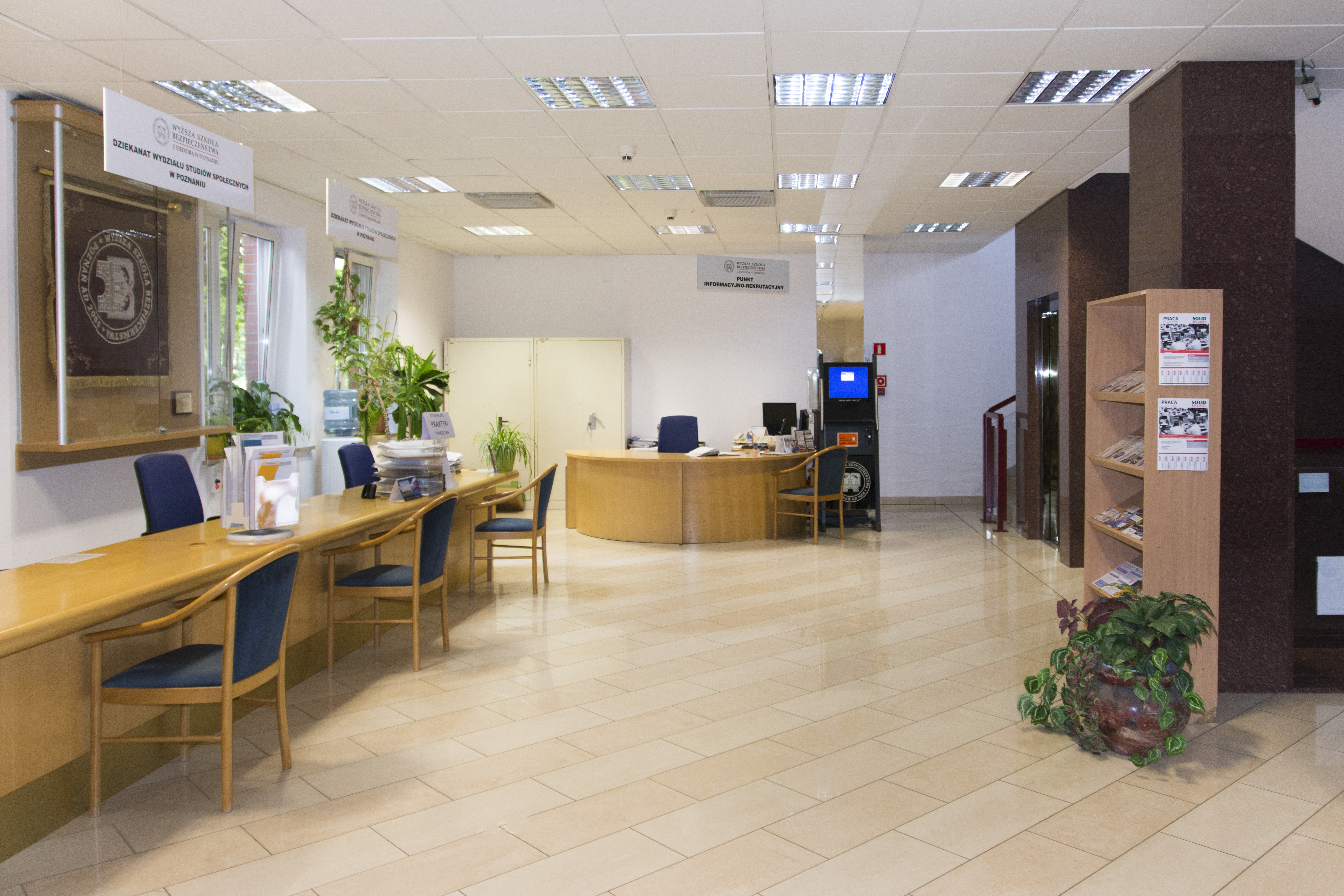
Dziekanat Wyższej Szkoły Bezpieczeństwa z siedzibą w Poznaniu

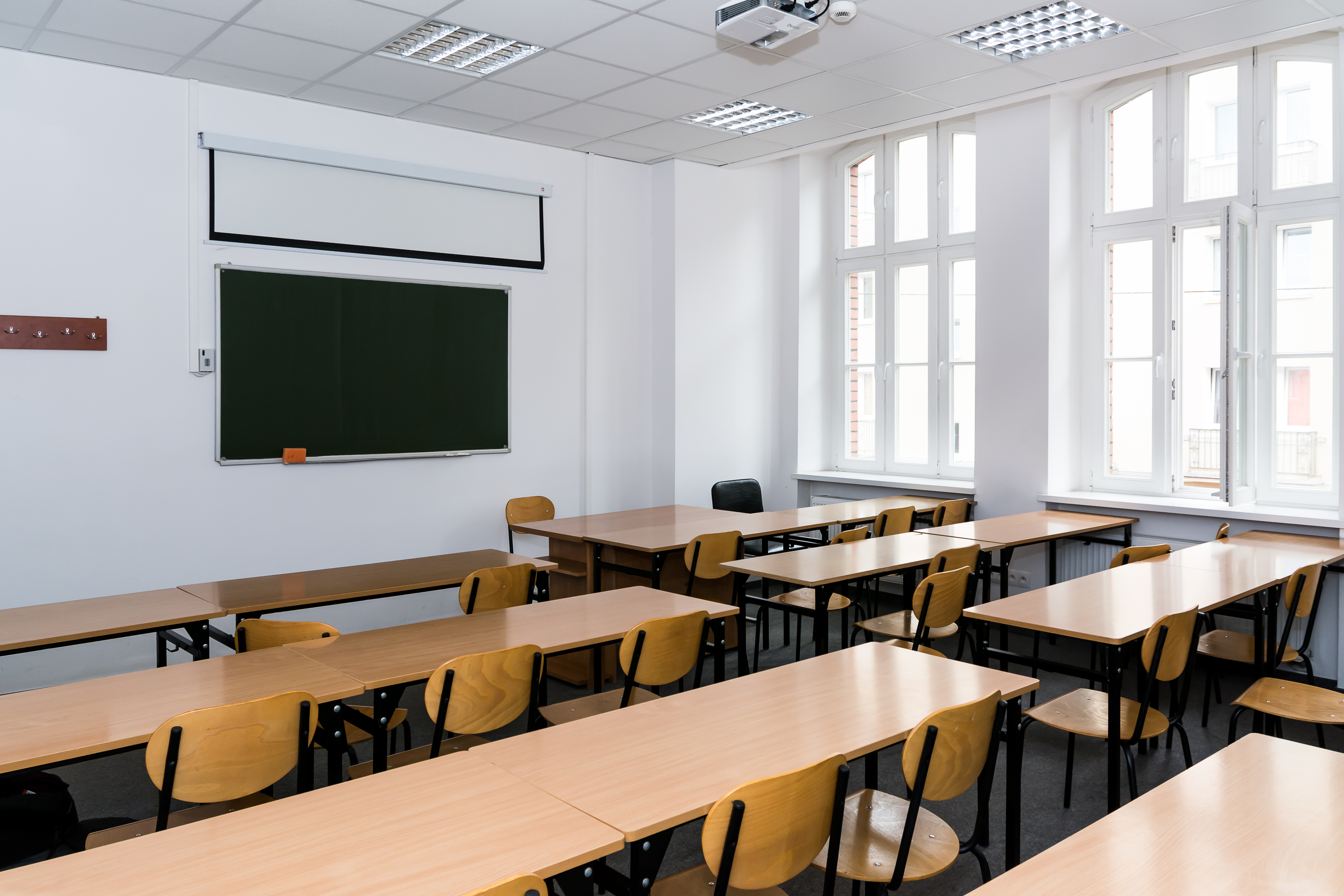
Wyższa Szkoła Bezpieczeństwa z siedzibą w Poznaniu, Budynek przy ul. Strusia 12

Wyższa Szkoła Bezpieczeństwa – niepubliczna uczelnia zawodowa założona w Poznaniu na mocy decyzji DSW-3-4001-972/WB/04 Ministra Edukacji Narodowej i Sportu z 17 grudnia 2004 i wpisana do rejestru niepaństwowych uczelni pod numerem 316 (początkowo 168). Obszar jej działalności stanowi problematyka bezpieczeństwa człowieka.
Oprócz głównej siedziby w Poznaniu, Uczelnia posiada również wydziały w Gliwicach, Gdańsku, Bartoszycach, Giżycku, Jaworznie, Skoczowie, Jastrzębiu-Zdroju oraz Koszalinie. 
Wyższa Szkoła Bezpieczeństwa jest pierwszą w Polsce i jedną z nielicznych w Europie uczelni, której obszar dydaktyczny stanowi problematyka bezpieczeństwa człowieka, dostarcza fachowej wiedzy, praktycznych umiejętności i kompetencji społecznych umożliwiających znalezienie i wykonywanie satysfakcjonującej pracy.  
Budynek, a właściwie willa miejska, w której mieści się siedziba szkoły usytuowana na rogu ul. Jana Matejki i ul. Elizy Orzeszkowej jest częścią willowego zespołu mieszkaniowego Kaiser-Wilhelm-Anlage.

## Władze[4]
- Rektor – dr Andrzej Zduniak
- Prorektor ds. administracji – dr Katarzyna Górecka
- Prorektor ds. edukacji – dr Helena Marek
- Prorektor ds. rozwoju – dr Natalia Majchrzak
- Prorektor ds. komunikacji – dr Stanisław Mikołajczak
- Kanclerz – mgr inż. Michał Kwiatkowski

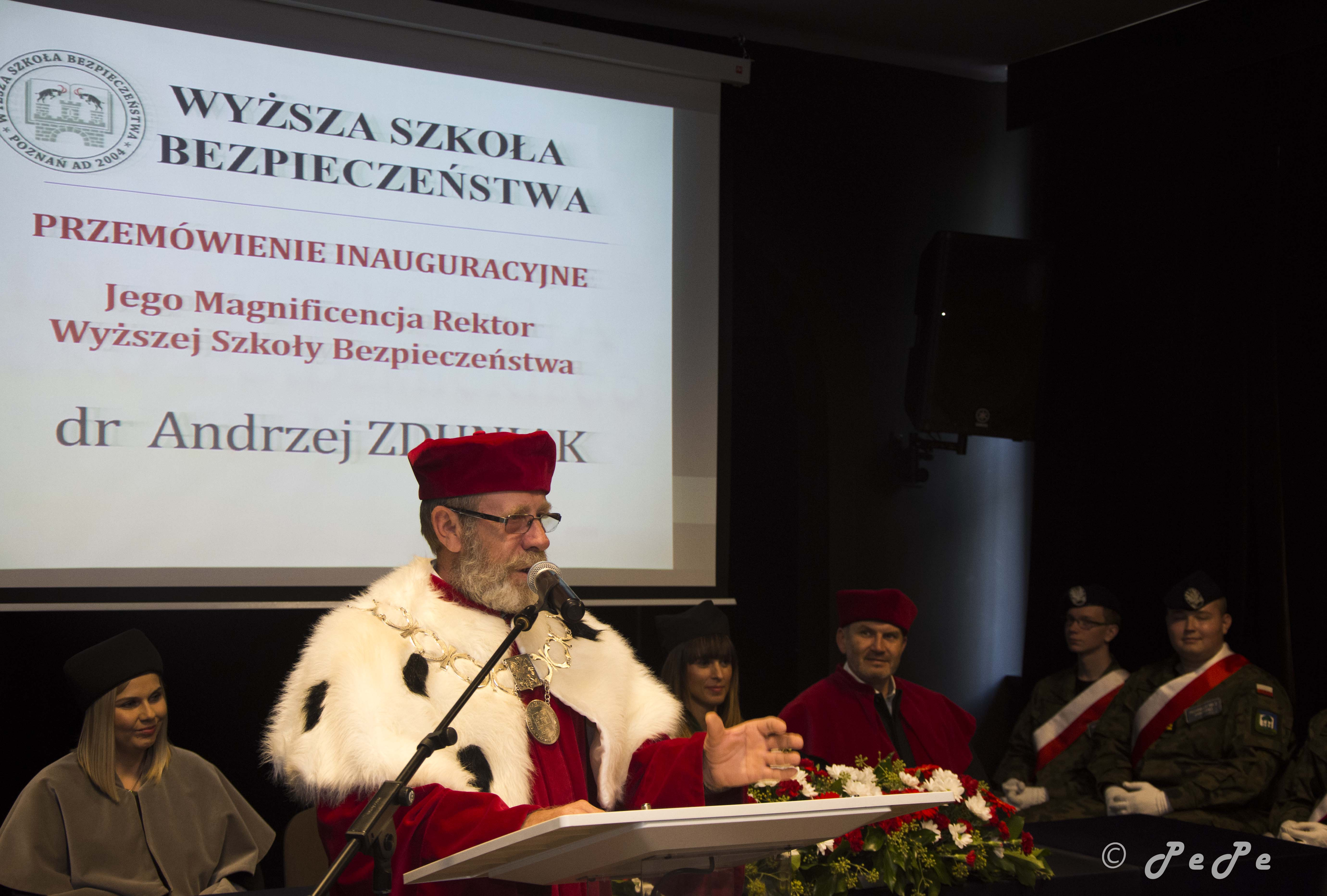
Uroczystość Inauguracji, Rektor dr Andrzej Zduniak

## Oferta
Uczelnia oferuje studia licencjackie i magisterskie w Poznaniu, Gdańsku, Gliwicach, Giżycku, Bartoszycach, Jaworznie, Skoczowie, Jastrzębiu-Zdroju i Koszalinie:
- Bezpieczeństwo morskie
- Bezpieczeństwo narodowe
- Bezpieczeństwo publiczne
- Bezpieczeństwo wewnętrzne
- Bezpieczeństwo zdrowotne
- Pedagogika
- Psychologia
- Zarządzanie

Dodatkowo uczelnia kształci studentów na studiach podyplomowych.
Wyższa Szkoła Bezpieczeństwa stawia na równość. Jest świadoma zainteresowania swoją ofertą wśród osób z niepełnosprawnościami. W związku z tym utworzone zostało Biuro ds. Osób Niepełnosprawnych. Podejmuje ono liczne działania w celu przystosowania Uczelni dla studentów ze specjalnymi wymaganiami. Należą do nich:
- zmiany regulacji prawnych,
- wsparcie finansowe w postaci stypendium,
- pomoc Pełnomocnika Rektora ds. Osób Niepełnosprawnych przy rozwiązywaniu indywidualnych problemów,
- stwarzanie warunków do pełnego udziału w procesie kształcenia,
- likwidacja barier architektonicznych,
- wyznaczenie asystenta osoby niepełnosprawnej,
- przydzielenie tłumacza języka migowego,
- wypożyczanie sprzętu specjalistycznego.

## Wydawnictwo
Wydawnictwo Wyższej Szkoły Bezpieczeństwa w Poznaniu funkcjonuje od początku istnienia uczelni. Publikuje prace naukowe oraz podręczniki, skrypty i pomoce dydaktyczne autorstwa pracowników naukowych WSB w Poznaniu oraz pracowników innych wyższych Uczelni. Cyklicznie wydawane są monografie „Edukacja dla bezpieczeństwa”, „Edukacja XXI wieku”, „Paradygmaty badań nad bezpieczeństwem”, „Bezpieczeństwo – wielorakie perspektywy”, „Bezpieczeństwo zdrowotne – ujęcie interdyscyplinarne”. Wykaz wszystkich publikacji, wraz ze spisem treści, wstępem i opisem bibliograficznym można znaleźć w katalogu.
Ponadto Wydawnictwo wydaje ośmiopunktowy kwartalnik „Przegląd Naukowo-Metodyczny”. Publikuje w nim artykuły oryginalne i przeglądowe z zakresu specjalności i dyscyplin naukowych uprawianych w Wyższej Szkole Bezpieczeństwa w Poznaniu (bezpieczeństwo narodowe, bezpieczeństwo wewnętrzne, bezpieczeństwo zdrowotne, zarządzanie, pedagogika, psychologia), oraz materiały z konferencji naukowych, a także recenzje publikacji naukowych, pojawiających się na rynku wydawniczym. „Przegląd Naukowo-Metodyczny” to forum wymiany doświadczeń i poglądów.